# Abdullah al-Mayouf
Abdullah al-Mayouf (arabisch عبدالله ال معيوف; * 23. Januar 1987 in Riad) ist ein saudi-arabischer Fußballtorhüter.

## Karriere

### Verein
Er begann seine Karriere in der Jugend von al-Hilal und wechselte zur Saison 2006/07 von der U23 in die erste Mannschaft von al-Ahli. Dort gewann er mit seinem Klub die Meisterschaft, drei Mal den Pokal sowie zwei Mal den Crown Prince Cup. Nach der Saison 2014/15 endete sein Vertrag und er blieb zunächst ohne Klub. Mitte Oktober 2015 bekam einen neuen Vertrag bei al-Ahli, durch den er für ein weiteres Jahr bei dem Klub spielte. Zur Saison 2016/17 kehrte er zu seinem Jugendklub al-Hilal zurück. Seitdem gewann er mit seiner Mannschaft vier Mal die Meisterschaft, zwei Mal den Pokal, einmal den Supercup und in der Saison 2019 auch die AFC Champions League.

### Nationalmannschaft
Seinen ersten Einsatz im Trikot der saudi-arabischen Nationalmannschaft hatte er am 9. Oktober 2010 in der Startelf bei einem 4:0-Freundschaftsspielsieg über Usbekistan. Nachdem er meist nur in einzelnen Freundschafts- und Qualifikationsspielen zum Einsatz gekommen war, kam er bei der Weltmeisterschaft 2018 im ersten Spiel zum Einsatz.